# Калао білогорлий
Калао білогорлий (Rhabdotorrhinus corrugatus) — вид птахів родини птахів-носорогів (Bucerotidae).

## Поширення
Вид поширений на Малайському півострові, Суматрі і Калімантані. Живе в густих низинних тропічних лісах. Поза сезону розмноження екземпляри кочують по дуже великій території.

## Опис
Птах завдовжки від 65 до 70 сантиметрів. Хвіст в середньому завдовжки 27,1 см у самців і 23,3 см у самиць. Довжина дзьоба у самців становить від 16,8 до 20,5 сантиметрів, а у самиці трохи менший, від 14,4 до 15,0 сантиметрів. Вага варіюється від 1400 до 1600 грам. У самця верхівка, задня частина шиї, тіло і крила повністю чорні, з металевим зеленим відблиском у верхній частині тіла. Кермові пера мають чорну основу і білий наконечник. Обличчя і передня частина шиї білі. Секрет уропігієвої залози має інтенсивний жовто-червоний колір, і тому внаслідок постійного використання цього секрету білі частини оперення мають жовто-помаранчевий колір. Біля основи дзьоб червоний, а спереду жовтий. Шолом темно-червоний. Неоперена шкіра навколо ока блакитна, а дуже великий і розтяжний горловий мішок світло-жовтий. Очі червоні, лапи чорні. Самиця менша за самця, має менш розвинений шолом і чорне обличчя та передню частину шиї. Дзьоб блідо-жовтий з коричневою основою. Шкіра навколо очей блакитна. Горловий мішок також синюшний. Очі сіро-карі, ноги і стопи зеленувато-сірі.

## Підвиди
- R. c. rugosus (Begbie, 1834), поширений на Малайському півострові і на Суматрі;
- R. c. corrugatus (Temminck, 1832), Калімантан.